# Stiftelsen Klockrosens stipendium
Stiftelsen Klockrosens stipendium är ett pris som delas ut av Stiftelsen Klockrosen som bildades 2020 av makarna Börje Frelin och Kerstin Ekman, med syfte att ge ekonomiskt stöd åt författare av skönlitterära och essäistiska verk som krävt efterforskning eller resor. Även områden inom musik belönas. Stipendiet kan inte sökas utan delas ut som uppskattning och som stöd för fortsatt konstnärlig verksamhet. Stipendiesumman är 100 000 kr.

## Stipendiater och deras verk
- 2023 – Lisa Röstlund, Skogslandet
- 2023 – Johan Svedjedal, Min egen elds kurir
- 2023 – Maja Hagerman, Minnesbrunnen
- 2023 – Malin Broman
- 2024 – Patrik Svensson, Den lodande människan – Havet, djupet och nyfikenheten
- 2024 – Kjell Westö, Skymning 41, Hägring 38 och Där vi en gång gått
- 2024 – Henrik Berggren, Landet utanför: Sverige och kriget 1939–1940, Landet utanför: Sverige och kriget 1940–1942 och Landet utanför: Sverige och kriget 1943–1945
- 2024 – Ingrid Carlberg, Marionetterna